# Primo Mazzolari
Don Primo Mazzolari (Cremona, 13 gennaio 1890 – Cremona, 12 aprile 1959) è stato un presbitero, scrittore e partigiano italiano.
Conosciuto come il parroco di Bozzolo, fu una delle più significative figure del cattolicesimo italiano nella prima metà del Novecento. Il suo pensiero anticipò alcune delle istanze dottrinarie e pastorali del Concilio Vaticano II (in particolare relativamente alla "Chiesa dei poveri", alla libertà religiosa, al pluralismo, al "dialogo coi lontani", alla distinzione tra errore ed erranti), tanto da venire definito "carismatico e profetico".
Sul piano politico, infine, i suoi atteggiamenti e la sua predicazione espressero una decisa opposizione all'ideologia fascista e ad ogni forma di ingiustizia e di violenza (tra l'altro nascose e salvò, durante la guerra, numerosi ebrei e antifascisti, come, dopo di essa, anche alcune persone coinvolte nel fascismo ingiustamente perseguitate).
Primo Mazzolari è morto dopo un malore mentre predicava, ed è stato sepolto nella chiesa di San Pietro Apostolo a Bozzolo. La sua tomba è stata realizzata su un progetto di Giacomo Manzù.

## Biografia
Primo Mazzolari nacque agli inizi del 1890 a Cascina San Colombano di Santa Maria del Boschetto, frazione rurale di Duemiglia, ex comune ai margini di Cremona, città in cui nel 1902 entrò in seminario. Come riportano le pagine del suo Diario, elaborò fin dall'adolescenza alcune idee sulla Chiesa e sulla società che avrebbe mantenuto negli anni della maturità: la fiducia accordata alla modernità (in antitesi alla visione che di essa aveva dato il mondo cattolico intransigente), il suo patriottismo di ispirazione risorgimentale e democratica («l'avvenire è della democrazia: [...] dobbiamo essere noi cristiani, che abbiamo la vera democrazia di Cristo» scrisse nel 1906), l'affermazione della propria libertà di coscienza (scrisse nel 1907: «Io amo la Chiesa e il Pontefice, ma la mia devozione e il mio amore non distruggono la mia coscienza di cristiano»).
L'approfondimento di questi pensieri, durante gli anni del seminario, lo unì in amicizia al compagno di studi Annibale Carletti, accomunato dalla medesima ottica modernistica e riformatrice. Fra i due seminaristi si sviluppò una solida intesa di ideali e un affetto profondo che perdurò tutta la vita.
Il 24 agosto 1912 venne ordinato presbitero a Verolanuova dal vescovo Giacinto Gaggia; il 1º settembre dello stesso anno venne nominato curato a Spinadesco e il 22 maggio 1913 a Santa Maria del Boschetto.
Favorevole all'interventismo democratico, nel 1915 si arruolò come volontario nella prima guerra mondiale e divenne cappellano militare nel 1918.
Rientrato in Italia nel 1919, venne nominato Cavaliere della Corona d'Italia e inviato in Alta Slesia, prima di essere definitivamente congedato nel 1920.
Il 31 dicembre 1921 venne nominato parroco a Cicognara. Il 10 luglio 1932 venne trasferito, infine, nella parrocchia di Bozzolo, dove visse per il resto della sua vita.
Nel 1925 fu denunciato dai fascisti per essersi rifiutato di cantare il Te Deum dopo il fallito attentato a Mussolini ad opera di Tito Zaniboni.

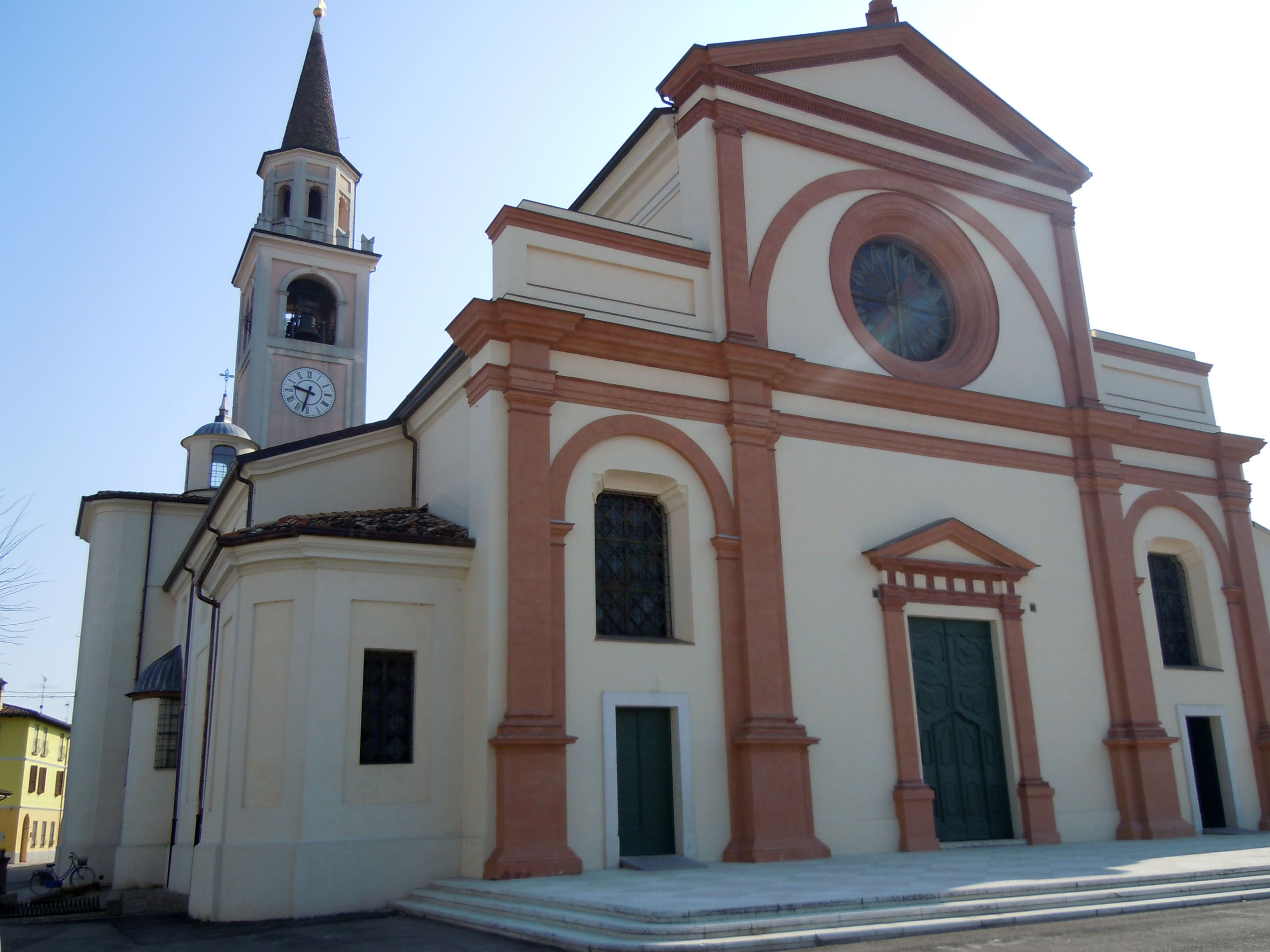
Bozzolo, chiesa di S. Pietro dove è posta la tomba di Don Mazzolari

La notte del 1º agosto 1931, chiamato alla finestra della canonica, gli spararono tre colpi di rivoltella che tuttavia non lo colpirono.

### Resistenza
Dopo l'8 settembre 1943, partecipò attivamente alla lotta di liberazione, incoraggiando i giovani a partecipare, e venne arrestato e rilasciato. Nel gennaio 1944, al tempo parroco di Bozzolo, fondò la Brigata mantovana Fiamme Verdi con lo scopo di propaganda a favore della Resistenza e sostentamento alle famiglie di partigiani; ebbe i suoi capi nei giovani Sergio Arini, Pompeo Accorsi e Amedeo Rossi, affiancati dal curato don Carlo Scaglioni. Le Fiamme Verdi operarono anche nei paesi di Asola, Commessaggio, Castel Goffredo e Acquanegra sul Chiese. Don Mazzolari fu costretto a vivere in clandestinità fino al 25 aprile 1945, per timore dei fascisti.
Dopo il 25 aprile 1945, giorno della Liberazione, don Mazzolari fu tra i primi a celebrare la Messa per i fascisti.
Dopo la guerra, l'Anpi di Cremona gli riconobbe la qualifica di partigiano.

### L'Adesso
Nel 1949 fondò il quindicinale Adesso del quale fu direttore. I suoi scritti attirarono le sanzioni dell'autorità ecclesiastica che ordinò la chiusura del giornale nel 1951. A luglio dello stesso anno, venne imposto al prete il divieto di predicare fuori diocesi senza autorizzazione e il divieto di pubblicare articoli senza una preventiva revisione dell'autorità ecclesiastica.
Il quindicinale poté riprendere le pubblicazioni a novembre, ma don Primo dovette lasciare l'incarico di direttore; egli continuò tuttavia a scrivere alcuni articoli sotto pseudonimi. Proprio alcuni di questi scritti sul tema della pace attirarono nuove sanzioni; nel 1954, infatti, fu imposto a don Primo il divieto assoluto di predicare fuori dalla propria parrocchia e il divieto di pubblicare articoli riguardanti materie sociali.
L'incarico di direttore fu assunto dal suo braccio destro, l'ingegnere Giulio Vaggi, marito di Giulia Clerici e parente del futuro leader socialista Antonio Greppi. Prima della morte sopraggiunta il 26 febbraio 2005, Vaggi curò il film autobiografico L'uomo dell'argine, ispirato al libro Tra l'argine e il bosco di Mazzolari.

## Il pensiero
(Papa Paolo VI)
Dagli inizi degli anni cinquanta don Primo sviluppa un pensiero sociale vicino alle classi deboli (Nessuno è fuori della carità) e ai valori del pacifismo che attireranno le critiche e le sanzioni delle autorità ecclesiastiche fino a portarlo all'isolamento nella sua parrocchia di Bozzolo.
Se l'istituzione lo reprimeva con durezza, non per questo il messaggio di Mazzolari si spense; ebbe anzi una notevole influenza, anche se per vie più nascoste. Veniva regolarmente invitato da Ernesto Balducci agli incontri annuali dei preti scrittori. Gli echi della riflessione di Mazzolari sull'obiezione di coscienza si ritroveranno così nel mondo fiorentino di Ernesto Balducci, sino ai livelli politici di Giorgio La Pira e di Nicola Pistelli, e fino al punto più noto della "germinazione fiorentina", rappresentato nel 1965 dal don Lorenzo Milani di L'obbedienza non è più una virtù. Anche don Milani aveva collaborato con Mazzolari scrivendo articoli per Adesso.
Con la pubblicazione anonima di 'Tu non uccidere', nel 1955, Mazzolari attaccava la dottrina della guerra giusta e l'ideologia della vittoria, il tutto in nome di un'opzione preferenziale per la "nonviolenza", da sostenere con un forte «movimento di resistenza cristiana contro la guerra» e per la giustizia, vista come l'altra faccia della pace. Al fondo c'era la nuova consapevolezza del significato dirompente della bomba atomica, che aveva cambiato il campo razionale entro il quale il realismo aveva potuto muoversi per giustificare l'extrema ratio della guerra.
È solo nella seconda metà degli anni cinquanta che don Primo Mazzolari cominciò a ricevere le prime attestazioni di stima da parte delle alte gerarchie ecclesiastiche. Nel novembre del 1957 l'arcivescovo di Milano Giovanni Battista Montini, futuro papa Paolo VI, lo chiama a predicare presso la propria diocesi; molte idee sui poveri e sulla missione della Chiesa accomunano Montini e Mazzolari; l'anno successivo, dal 20 al 25 ottobre,  viene chiamato dal vescovo di Ivrea Mons. Paolo Rostagno a predicare la missione. La prima si tiene al Teatro Giacosa, la seconda in cattedrale. Il 5 febbraio del 1959 papa Giovanni XXIII lo riceve in udienza privata e lo saluta pubblicamente come "Tromba dello Spirito Santo in terra mantovana", ripagandolo delle molte sofferenze subite.
Il 20 giugno 2017 papa Francesco si è recato in visita a Bozzolo per ricordare la figura di don Primo Mazzolari.

## Opere

### Libri
- Il mio parroco. Confidenze di un povero prete di campagna, Brescia, Vittorio Gatti, 1932.
- La più bella avventura. Sulla traccia del 'prodigo', Brescia, Vittorio Gatti, 1934.
- Lettera sulla parrocchia. Invito alla discussione, Brescia, Vittorio Gatti, 1937.
- Il samaritano. Elevazioni per gli uomini del nostro tempo, Brescia, Vittorio Gatti, 1938.
- I lontani. Motivi di apostolato avventuroso, Brescia, Vittorio Gatti, 1938.
- Tra l'argine e il bosco, Brescia, Vittorio Gatti, 1938.
- La via crucis del povero, Brescia, Vittorio Gatti, 1939.
- Tempo di credere, Brescia, Vittorio Gatti, 1941.
- Anch'io voglio bene al Papa, Brescia, Vittorio Gatti, 1942.
- Dietro la Croce, Pisa, Editrice salesiana, 1942.
- Impegno con Cristo, Pisa, Editrice salesiana, 1943.
- La samaritana, Alba, Pia società san Paolo per l'apostolato stampa, 1944.
- Il compagno Cristo. Vangelo del reduce, Milano, Martini e Chiodi, 1945.
- Cara terra, Pisa, Crivello, 1946.
- Accettiamo la battaglia, Milano, Martini e Chiodi, 1947.
- La pieve sull'argine, Milano, Istituto di propaganda libraria, 1952.
- Ò visto il Delta, Bologna, Editrice A.B.E.S., 1952.
- La parola che non passa, Vicenza, La Locusta, 1953.
- Il segno dei chiodi, Milano, Istituto di propaganda libraria, 1954.
- Tu non uccidere, Vicenza, La Locusta, 1955; riedizione a cura di Paolo Trionfini, Bologna, EDB, 2015
- La parrocchia, Vicenza, La Locusta, 1957.
- Dov'è il Padre? meditazioni missione di Ivrea, 20-25 Ottobre 1958.
- I preti sanno morire. La via crucis continua, Padova-Roma-Napoli, Presbyterium, 1958.
- Viaggio in Sicilia, Vicenza, La Locusta, 1961
- Della Fede, Vicenza, La Locusta, 1961.
- Cattolici e comunisti, Vicenza, La Locusta, 1966.
- Ai preti, Vicenza, La Locusta, 1977.
- La carità del Papa. Pio XII e la ricostruzione dell'Italia, 1943-1953, Cinisello Balsamo, Edizioni paoline, 1991. ISBN 88-215-2069-2.
- Come pecore in mezzo ai lupi, prefazione di Virginio Colmegna, Milano, Chiarelettere, 2019

### Carteggi
- Con tutta l'amicizia. Carteggio tra don Primo Mazzolari e Luigi Santucci (1942-1959), introduzione e note di Arturo Chiodi, Milano, Edizioni paoline, 2001. ISBN 88-315-2236-1.
- L'ineffabile fraternità. Carteggio (1925-1959), con sorella Maria di Campello, introduzione e note a cura di Mariangela Maraviglia, Magnano, Qiqajon-Comunità di Bose, 2007. ISBN 978-88-8227-225-8.
- Ho bisogno di amicizia. Carteggio tra don Primo Mazzolari e don Guido Astori (lettere 1908-1959), postfazione di Gualtiero Sigismondi, Bologna, EDB, 2021. ISBN 978-88-1010-962-5.
- Un'obbedienza in piedi. Carteggio con i Vescovi di Cremona, a cura di Diletta Pasetti e Bruno Bignami, Bologna, EDB, 2017. ISBN 978-88-1010-953-3.

## Mazzolari nel cinema e nel teatro
- Una fiction TV, L'uomo dell'argine ha avuto come oggetto la vita di don Mazzolari.
- Un testo teatrale di Alberto Preda dal titolo Primo il povero (2004) è stato dedicato alla figura di don Mazzolari.
- Uno spettacolo teatrale di Giuseppe Pasotti (2017) tratto dalla omelia "Nostro Fratello Giuda"